# Stříbro
Stříbro [ˈstr̝̊iːbro] ⓘ; (deutsch: Mies) ist eine Stadt im Okres Tachov in der Pilsner Region in Westböhmen. Der tschechische Ortsname Stříbro bedeutet übersetzt Silber und weist auf den im Spätmittelalter hier durchgeführten Silberbergbau hin.

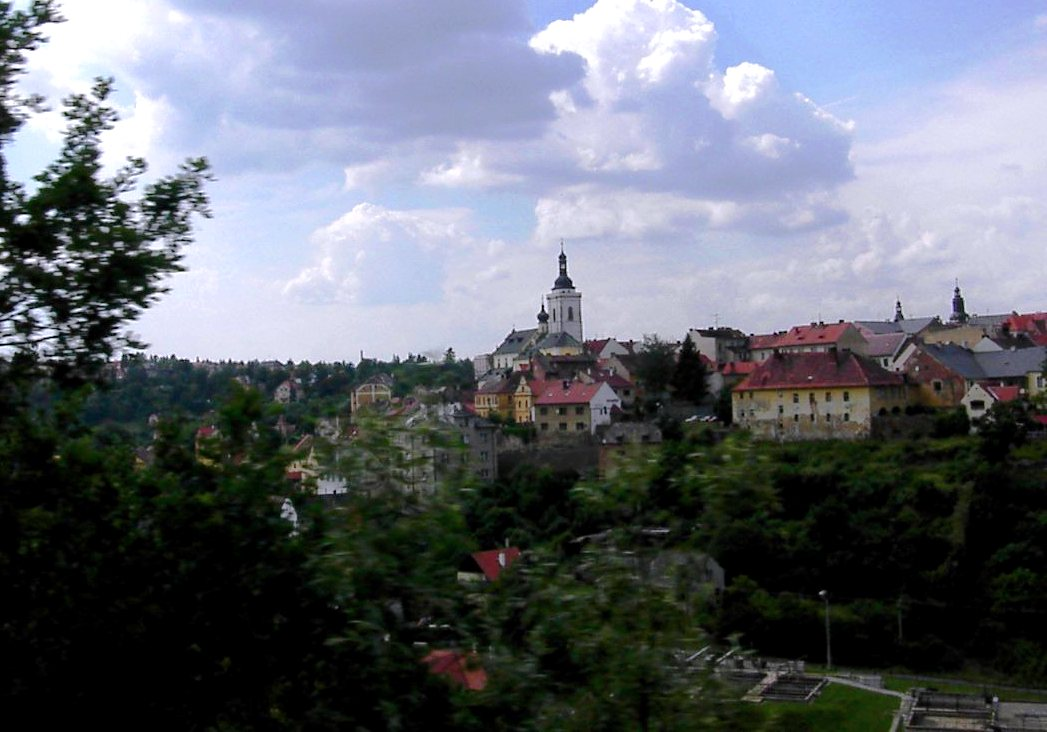
Panorama der Stadt, von der Bahnstrecke Plzeň–Cheb aus gesehen

## Geographie

### Geographische Lage
Die alte westböhmische Bergstadt liegt unterhalb der Einmündung der Aulowa (Úhlavka) am linken Ufer des Flusses Mies (Mže), etwa 25 km westlich von Pilsen.

### Stadtgliederung
Die Stadt Stříbro besteht aus den Ortsteilen und Katastralbezirken Butov (Wuttau), Jezerce (Geserzen), Lhota u Stříbra (Elhoten bei Mies), Milíkov (Millikau), Otročín (Otrotschin), Stříbro und Těchlovice (Techlowitz). Grundsiedlungseinheiten sind Butov, Hůrka, Jeserce, K Máchovu údolí, Ke Kšicím, Ke svatému Petru, Lhota u Stříbra, Milíkov, Na rybníčkách, Na Vinici, Otročín, Petrský les, Soběslavova-Větrná, Stříbro-střed, Těchlovice, U gymnázia, U nádraží und U Těchlovic.

## Geschichte

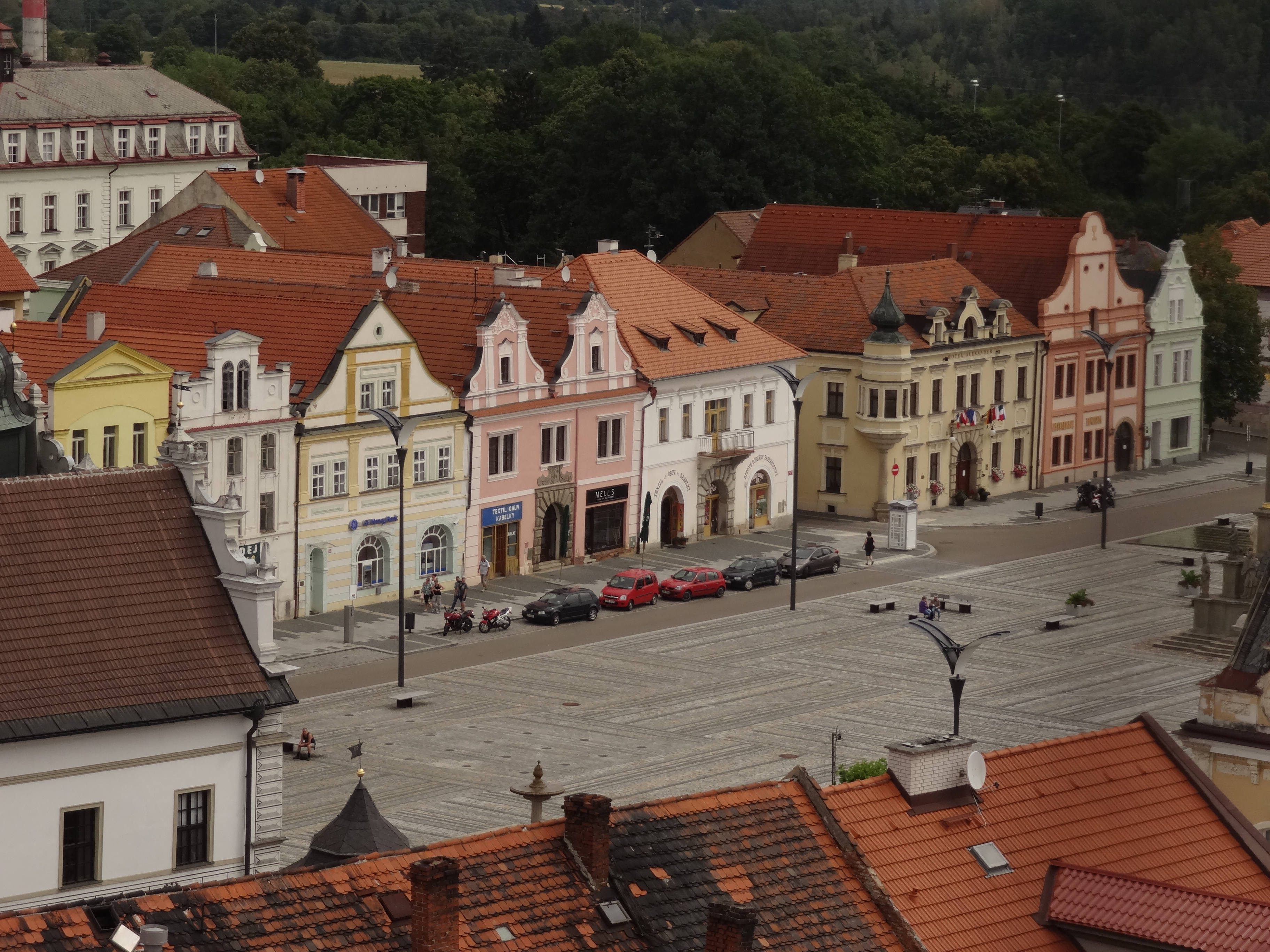
Stadtzentrum, vom Kirchturm aus gesehen

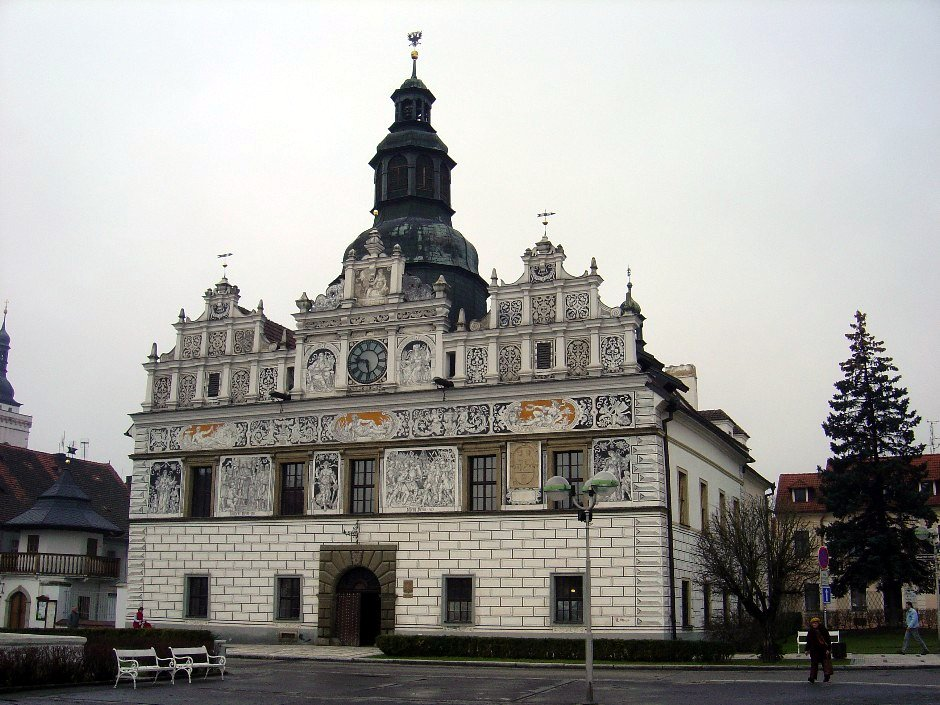
Rathaus, erbaut in der Zeit der Renaissance

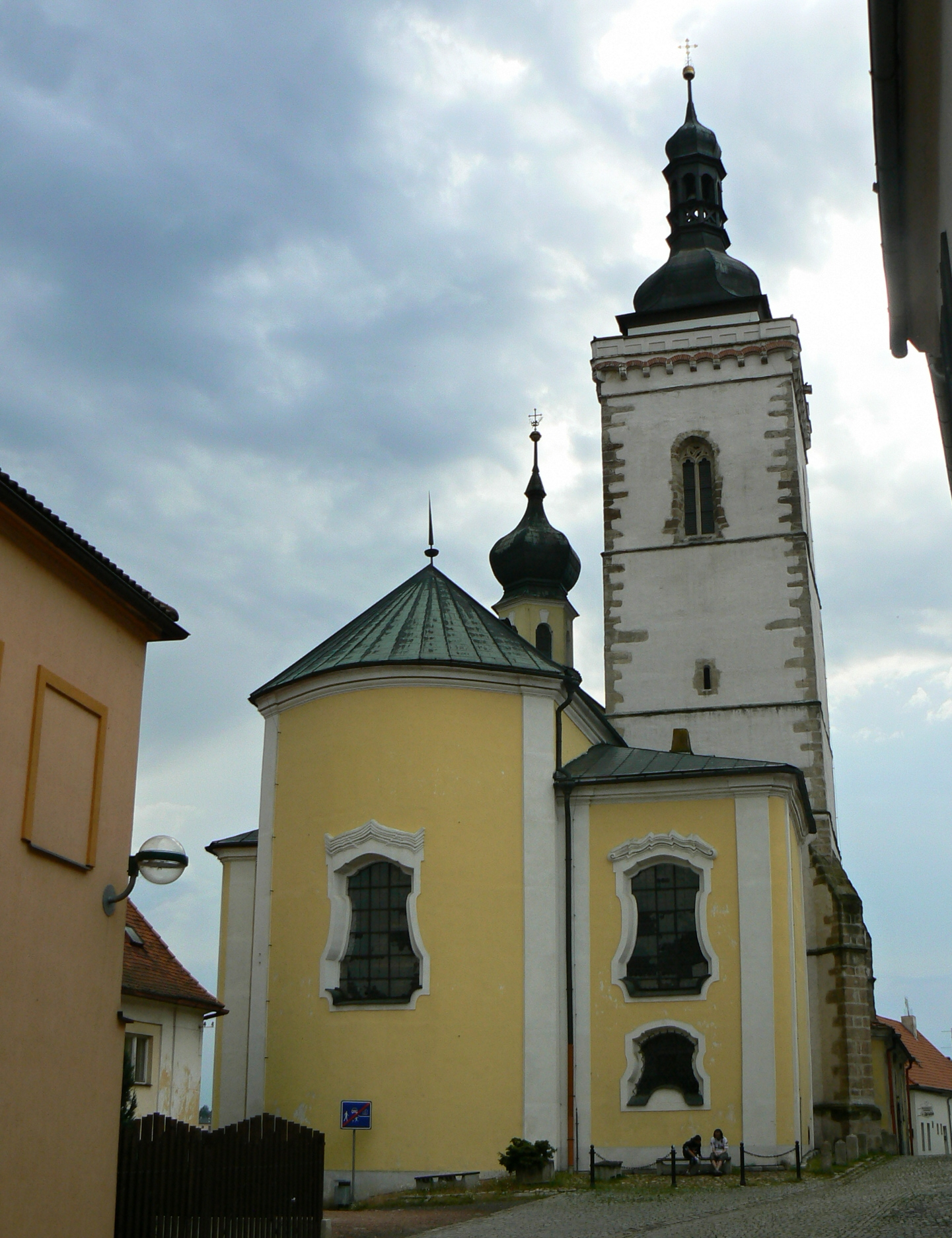
Allerheiligenkirche

Im Jahr 1131 ließ der böhmische Herzog Soběslav I. nach Angaben des Chronisten Wenzeslaus Hajek von Libotschan, die auch bei Matthäus Merian und Johann Baptist von Foresti zu finden sind, die feste Stadt Mies an der westlichen Grenze Böhmens gegen die Einfälle der Deutschen an dem Orte, wo das Dorf Miesa lag, errichten. 1183 stifteten Herzog Friedrich und dessen Gemahlin Elisabeth die erste Pfarrkirche in Mies und erteilten den Maltesern das Pfarrrecht. 1243 übertrug Wenzel I. die Komturei der Kreuzherren mit dem Roten Stern und das Hospital von Kladrau nach Mies. Wenzel I. war es auch, der die bedeutende Bergstadt an der Goldenen Straße zwischen Prag und Nürnberg in den Jahren 1240 bis 1250 zur Königlichen Stadt erhob.
Ottokar II. bestätigte 1253 die Kommende und räumte sie dem Gut Pittlau mit vollem Recht ein. Im selben Jahr stifteten die Herren von Schwanberg in Mies das Minoritenkloster mit vier Priestern und einem Laienbruder. Im Jahr 1257 bestätigte der Prager Bischof Nikolaus von Riesenberg die Kreuzherrenkomturei und verlieh dem Orden das Pfarrrecht in Mies.
Auf Beschluss des Generalkapitels zu Mainz wurde 1282 das Kloster der Magdalenerinnen zu Mies aufgehoben.
Im 14. Jahrhundert wurde erstmals der tschechische Name Stříbro (deutsch: Silber) für die Stadt verwendet. Am 30. September 1350 wurde auf dem Landtag festgelegt, dass Karl I. in dringender Not Mies und andere Städte verpfänden dürfe. Von diesem Recht machte der Kaiser im Jahr 1370 Gebrauch und verpfändete Mies an den Pfalzgrafen Johann.
Das älteste Kunstwerk der Stadt ist der Taufbrunnen aus dem Jahr 1408.
Während der Hussitenkriege schloss sich Mies zunächst nicht den Hussiten an. Im Jahr 1421 wurde die Stadt vergeblich von Jan Žižka belagert. Erst 1427 gelang es dem Hussitenführer Přibík z Klenové, die Stadt zu erobern. Im selben Jahr wurde sie von den Truppen des ersten gegen die Hussiten gerichteten Kreuzzugs belagert, in der Schlacht bei Mies vertrieb das Hussitenheer unter Prokop dem Kahlen die Angreifer.
Im Jahr 1469 erhielt Mies durch König Georg von Podiebrad als Auszeichnung für die bewiesene Tapferkeit und Treue ein neues Stadtwappen. Am 1. Oktober 1479 vernichtete ein großer Brand die ganze Stadt. Nur das außerhalb der Stadtmauer gebaute Brauhaus, wo das berühmte Mieser weiße Bier erzeugt wurde, blieb erhalten. 1494 wurde die erste Glocke, die „Peterglocke“, gegossen. Zwei weitere Stadtbrände brachen 1508 und 1528 aus.
1541 wurde in Mies die Reformation eingeführt. Der böhmische und römisch-deutsche König Ferdinand I. ließ 1554 die verfallenen Silberbergwerke wieder eröffnen und setzte einen königlichen Bergmeister ein. Damit wurde Mies zur Bergstadt. Im Jahr 1565 begannen der Bau der Dekanalkirche und des Stadtturms. 1568 mussten die Juden die Stadt verlassen, da ihnen durch königliches Mandat wegen der Verschleppung der Bergwerksprodukte der Aufenthalt in sämtlichen Bergstädten untersagt wurde.
Im Jahr 1620 erfolgte die Gegenreformation in Mies, die Stadt ging dabei des Patronatsrechtes verlustig. Die bis Ende des 16. Jahrhunderts weitgehend von Tschechen bewohnte Stadt wurde in dieser Zeit allmählich germanisiert, vor allem durch Zuwanderer, die den Silberbergbau wiederbelebten. Bei einer Pestepidemie starben 1632 viele Einwohner der Stadt.
1682 berief der Stadtrat den Lehrer Johann Georg Kraus aus Auscha nach Mies, weil er der deutschen Sprache mächtig war. Im Jahr 1710 brach die Pest erneut aus. 1771 entstand eine große Hungersnot, weil im vorangegangenen Jahr der Winter bis Ende Mai dauerte. Daraus resultierte eine Teuerung der Feldfrüchte, da kaum Ernten eingebracht werden konnten. Tausende aus der Land- und Stadtbevölkerung starben an Hunger. Da nach Aufhebung des Benediktinerstiftes in Kladrau im Jahr 1785 die dortige Apotheke entbehrlich wurde, bekam 1796 der Kladrauer Apotheker Johann Fischer den Auftrag, mit seiner Apotheke nach Mies umzuziehen. 1795 wurde in Mies Anna Schödl geboren, die, unverheiratet, sich besonders den Armen der Stadt zuwandte. Sie starb 1870. Nach ihr ist eine Gasse benannt.
Das Jahr 1816 war wieder ein Jahr, in dem das Volk eine Teuerung ertragen musste, da im Jahr ohne Sommer die Ernten sehr schlecht ausfielen. Im Gegensatz dazu wurde 1817 eine reiche Ernte eingefahren, welche die Bürger wohlhabend werden ließ. In den Jahren 1832 und 1836 starben in Mies über 130 Menschen an der asiatischen Brechruhr oder Cholera innerhalb weniger Wochen. 1846 war wieder ein schlechtes Erntejahr, wodurch die Einwohner im folgenden Jahr erneut eine Teuerung erleben mussten. Dies hatte zur Folge, dass sich Unruhen und Aufstände unter der ärmeren Bevölkerung breit machten. Im Jahr 1853 begann die Auswanderung von 16 Familien mit 58 Seelen nach Amerika, da sie sich als Anhänger der neuen Religionsgemeinschaft der Neujerusalemiten, auch Johannesbrüder oder Swedenborgianer genannt, verstanden und sich keiner kirchlichen Autorität unterordnen wollten.
1867 wurde festgelegt, dass eine Eisenbahnstrecke von Pilsen nach Eger über die Stadt Mies führen sollte. Der Bau verschaffte der Bevölkerung und der Stadt viele neue Arbeitsplätze, und die Betriebseröffnung konnte am 28. Januar 1872 erfolgen.
Im Jahr 1900 hatte Mies 3905 Einwohner, davon waren 3828 deutsch- und 44 (1 %) tschechischsprachig. Nach der Volkszählung 1930 gab es in Mies 5349 Einwohner, davon 581 (11 %) Tschechen.
Nach dem Ersten Weltkrieg beanspruchte die neu geschaffene Tschechoslowakei die deutschsprachigen Gebiete Böhmens, Mährens und Schlesiens für sich, obwohl deren Bewohner für einen Verbleib bei Deutschösterreich (später Österreich) plädierten. Durch den Vertrag von Saint-Germain (1919) wurde Mies 1919 der Tschechoslowakei zugeschlagen.
Maßnahmen in der Zwischenkriegszeit wie die Bodenreform 1919, die Sprachenverordnung 1926, die Neuansiedlungen sowie Neubesetzungen von Beamtenposten durch Personen der tschechischen Volksgruppe führten in Mies, aber auch allgemein im Land, zu Spannungen und zur sogenannten Sudetenkrise.
Nach dem Münchner Abkommen, in dem die Angliederung des Sudetenlandes an das Deutsche Reich vereinbart wurde, gehörte Mies von 1938 bis 1945 zum Landkreis Mies, Regierungsbezirk Eger, im Reichsgau Sudetenland.
Die jüdischen Bürger wurden von den Nationalsozialisten verschleppt. Fast alle kamen in Vernichtungslagern um. Der dadurch in Mies frei werdende Raum ging in den Besitz der „arischen“ Bevölkerung über, so etwa die Wohnung des Rabbi, die zum Versammlungsort für die Hitlerjugend wurde.
Vertreibung der deutschen Einwohner
Nach dem Zweiten Weltkrieg kam Mies wieder zur neugegründeten Tschechoslowakei zurück, und die deutschsprachige Bevölkerung von Mies wurde vertrieben, ihr Vermögen durch das Beneš-Dekret 108 konfisziert und die katholische Kirche in der kommunistischen Ära enteignet. Seitens der Tschechischen Republik erfolgte keine Abgeltung für das eingezogene Vermögen. Seitdem ist die Stadt nahezu ausschließlich von Tschechen bewohnt.

## Bevölkerung
Bis 1945 war Mies überwiegend von Deutschböhmen besiedelt, die vertrieben wurden.
Bevölkerungsentwicklung bis 1945
| Jahr | Einwohner  | Anmerkungen                                                     |
| ---- | ---------- | --------------------------------------------------------------- |
| 1785 | 0 k. A.    | 282 Häuser, mit der Vorstadt und drei Vororten                  |
| 1651 | ca. 8000   |                                                                 |
| 1750 | 2.094      |                                                                 |
| 1763 | 2.863      |                                                                 |
| 1788 | ca. 1.5000 |                                                                 |
| 1830 | 2.982      | in 406 Häusern                                                  |
| 1835 | 3.165      | in 410 Häusern                                                  |
| 1837 | 3.153      | einschließlich der Dörfer 4.589, sämtlich katholische Einwohner |
| 1849 | 3.579      |                                                                 |
| 1857 | 3.593      | am 31. Oktober                                                  |
| 1900 | 3.905      | deutsche Einwohner                                              |
| 1910 | 4.570      |                                                                 |
| 1921 | 4.890      | davon 4227 deutsche Einwohner                                   |
| 1930 | 5.349      | davon 581 Tschechen                                             |
| 1939 | 5.662      | [ 18 ]                                                          |

Bevölkerungsentwicklung nach Ende des Zweiten Weltkriegs
(Stand: 31.12. des jeweiligen Jahres)
| Jahr | Einwohner |
| ---- | --------- |
| 1971 | 6.056     |
| 1980 | 8.336     |
| 1990 | 9.211     |
| 2000 | 8.054     |

| Jahr | Einwohner |
| ---- | --------- |
| 2010 | 8.056     |
| 2020 | 7.687     |
| 2022 | 7.975     |

## Politik

### Wappen
Mies hatte ursprünglich ein sehr einfaches Wappen, einen roten Schild mit einer weißen (silbernen) Lilie. Es wird angenommen, dass es der Stadt unter den Luxemburgern verliehen wurde. 1469 wurde in Rot eine goldene Lilie in dem geöffneten Tor eingeprägt und in Blau eine mit Zinnen gekrönte silberne Stadtmauer mit offenem Tor und aufgeschlagenen schwarzen Torflügeln mit goldenen Beschlägen. Hinter der Mauer befinden sich zwei viereckige, silberne Türme mit Zinnen, roten Walmdächern und goldenen Helmknöpfen. Zwischen den Türmen soll der silberne böhmische doppelschwänzige Löwe die Tapferkeit der Mieser Bürger versinnbildlichen. Zwei Bergknappen im Festanzug halten den Schild. Das Wappen wurde 1555 am Brückenturm angebracht.

### Städtepartnerschaften
Stříbro unterhält Städtepartnerschaften mit folgenden Städten:
- Vohenstrauß (Deutschland)
- Berchtesgaden (Deutschland)
- Dinkelsbühl (Deutschland)
- Fano (Italien)
- Dienten (Österreich)

## Kultur und Sehenswürdigkeiten

### Museen

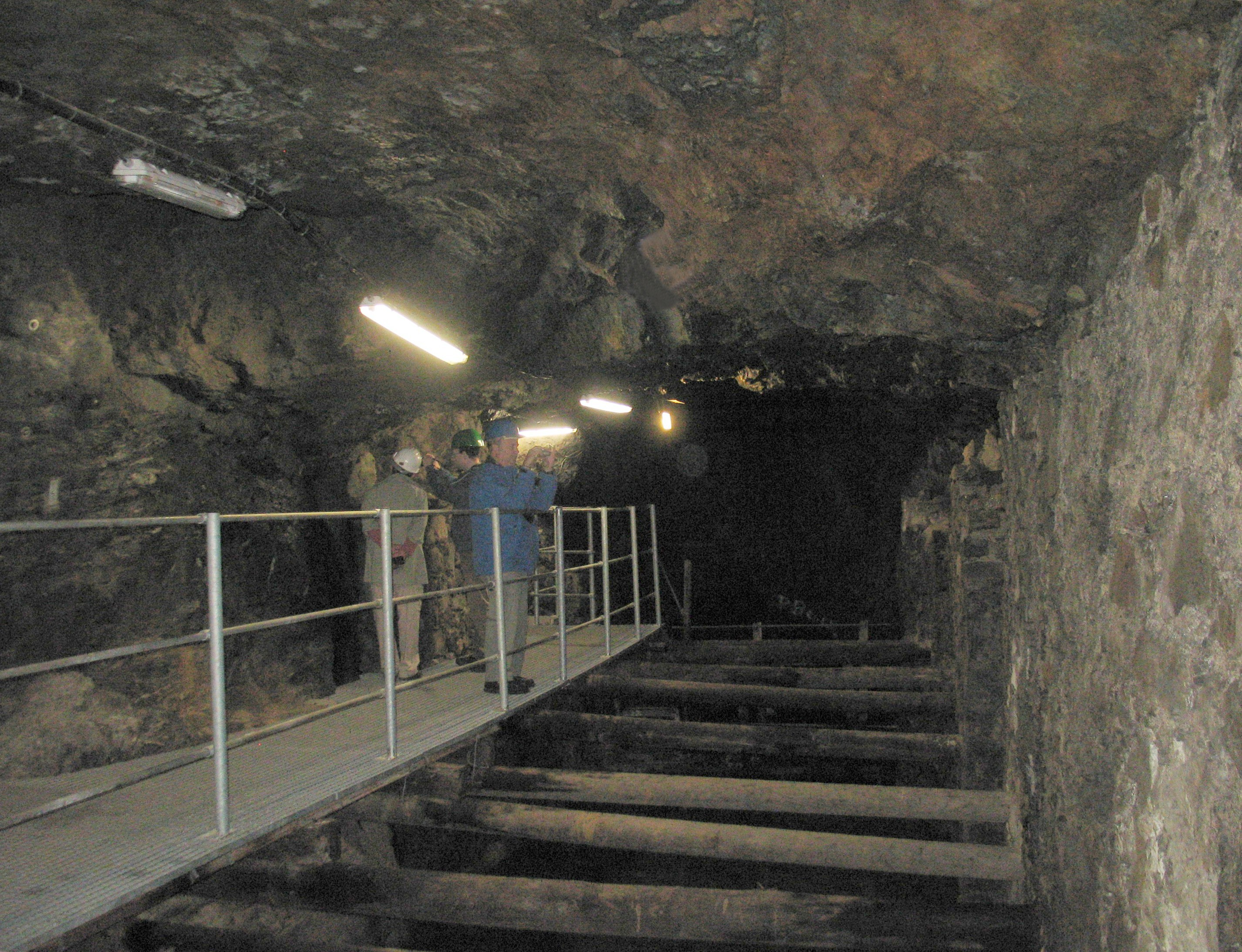
Schaubergwerk Prokop-Stollen mit angeschlossenem Bergbau-Freilichtmuseum

- Bergbau-Freilichtmuseum mit Schaubergwerk Prokop-Stollen, östlich des Stadtzentrums im Tal der Mies

### Bauwerke
- Marktplatz mit dem sgraffitiverzierten Rathaus von 1543 und der barocken Pestsäule von 1725 mit Marienfigur und verschiedenen Pest- und Landesheiligen
- Allerheiligenkirche in der Form von 1754/57
- Brückenturm von 1555, ein Rest der einstigen Stadtmauer
- Kreuzweg auf den Kreuzberg östlich der Stadt, 2013 restauriert.

### Grünflächen und Naherholung
- Stříbrské vodopády am Stadtbach (Stříbrský potok). Der obere Wasserfall⊙ befindet sich im Park nordöstlich der Innenstadt, dort stürzt der Bach aus einer Höhe von 2,3 Metern in eine Gumpe. 100 Meter unterhalb befinden sich kurz vor der Mündung des Baches in die Mies die unteren Wasserfälle⊙. Dort stürzt der Bach in einer Felsschlucht über eine Kaskade in vier Stufen, von denen die beiden oberen jeweils zwei Höhenmeter überwinden, insgesamt sechs Meter in die Tiefe.[21]

## Persönlichkeiten
- Jakobellus von Mies (1372–1429), tschechischer Priester und Schriftsteller
- Jakob von Mies (Jakub ze Stříbra „Holub“; Jacobus de Strziebro bzw. Strziebrensis; † 1499), 1494–1496 Rektor der Karlsuniversität; 1497–1499 utraquistischer Administrator
- Johann Georg Lang (um 1722–1798), Komponist
- Vinzenz Hauschka (1766–1840), Komponist
- Adolf Streer von Streeruwitz (1828–1890), Bürgermeister und Parlamentarier
- Anton Schobloch (1835–1900), Unternehmer, Ehrenbürger der Stadt
- Anton Elbl (1835–1905), Offizier, Gutsbesitzer, Politiker und Mitglied des Österreichischen Abgeordnetenhauses
- Karl Pascher von Osserburg (1847–1910), Generalinspektor der Österreichischen Staatsbahnen (kkStB)
- Hans Strziska (1866–1922), deutschnationaler Politiker
- Ernst Streeruwitz (1874–1952), Bundeskanzler von Österreich
- Rudolf Haas (1877–1943), Schriftsteller
- Fritz Hassold (1894–1945), Rechtsanwalt und Landtagsabgeordneter, organisierte 1938 die deutsche Besetzung von Mies
- Josef Hanika (1900–1963), Professor für Volkskunde an den Universitäten Prag und München
- Jan Michálek (1947–2022), Prähistoriker